# Wessel-Palast

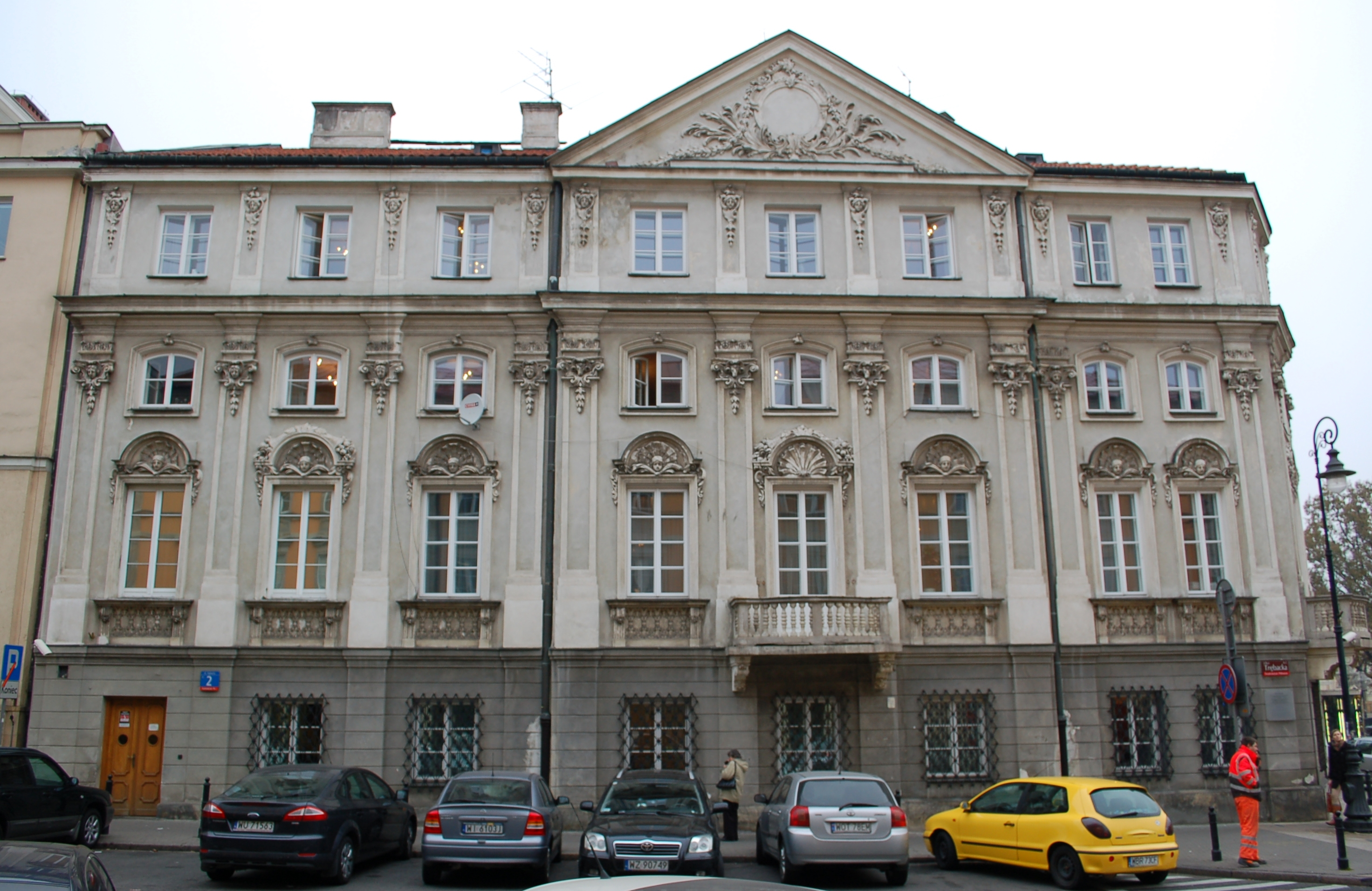
Südliche Seitenfassade an der Ulica Trębacka

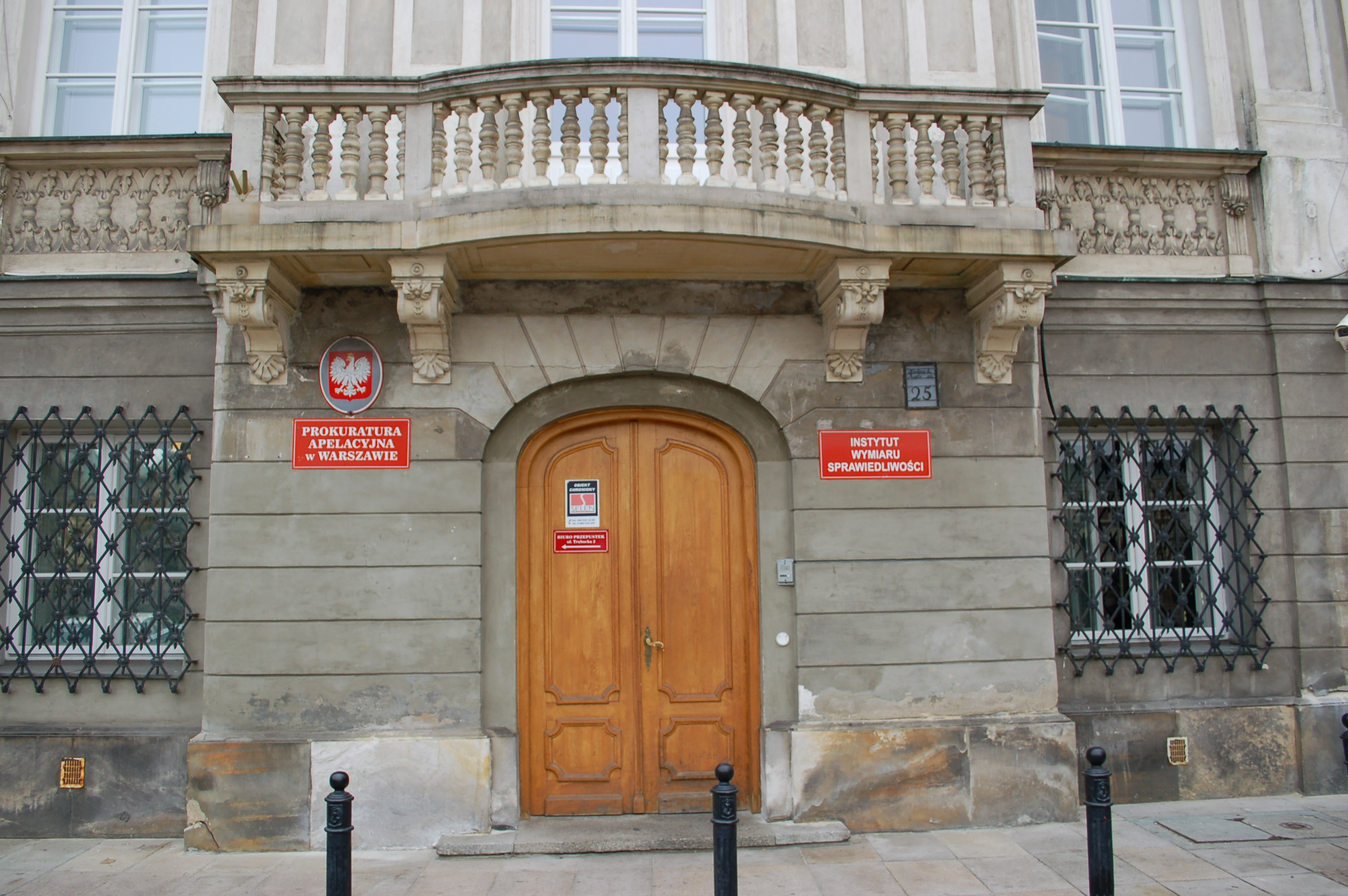
Eingangsbereich zu den Büros der Generalstaatsanwaltschaft

Der Wessel-Palast (auch Ostrowski-Palast oder Alte bzw. Sächsische Post genannt; im polnischen: Pałac Wesslów oder Ostrowskich, Stara Poczta oder Poczta Saska) ist eine repräsentative Magnatenresidenz am Warschauer Prachtboulevard Krakowskie Przedmieście (Nr. 25) im Innenstadtdistrikt. Das spätbarocke Gebäude beherbergt heute die Generalstaatsanwaltschaft.

## Lage
Am historischen Königsweg und der dort abgehenden Stichstraße Ulica Trębacka gelegen, ist der Wessel-Palast von vielen bedeutenden Gebäuden umgeben: gegenüber an der Krakowskie Przedmieście steht das Denkmal von Adam Mickiewicz, rechts hinter dem Denkmal befindet sich die Karmeliter-Kirche und rund 50 Meter in südlicher Richtung liegen der Präsidenten- sowie der Potocki-Palast. Die Wessel-Residenz liegt am Beginn der Ulica Kozia, die von hier aus bis zum Primas-Palast (Ulica Senatorska) verläuft und dabei die „Seufzerbrücke“ des ehemaligen Hôtels de Saxe passiert.

## Geschichte
Das Entstehungsdatum des Palastes ist nicht genau bekannt; vermutlich lag es in den Jahren von 1746 bis 1752. Der Bau wurde von Andrzej Stanisław Załuski in Auftrag gegeben. Vor der Errichtung des Palastes befanden sich hier zwei Mietshäuser. In dem Stadtplan von Pierre Ricaud de Tirregaille aus dem Jahr 1762 ist eine Abbildung des Palastes auf der Bordüre erhalten. 1761 erwarb der Kronschatzmeister Teodor Wessel ihn von einem Zaluski. 1764 veräußerte Wessel den Palast an Antoni Ostrowski 1780 kaufte ihn der Postdirektor Ignacy Przebendowski. Unter ihm wurde der Sitz der Königlichen Post in das Gebäude verlegt. 1798 wurde der Palast als königlicher Privatbesitz bezeichnet und ging als Erbgut an Józef Antoni Poniatowski über. Ein Folgeeigentümer namens Schultz verkaufte ihn 1805 an das Berliner Generalpostamt. Von nun an bis 1874 befand sich im Palast die Post (Post-Ställe). Als Frédéric Chopin am 2. November 1830 das Land verließ, begann er seine Reise nach Wien von hier aus.

### Verkürzung und Umbau Ende des 19.Jahrhunderts
Als im Jahr 1882 begonnen wurde, die Ulica Trebicka zu verbreitern, wurde ein dabei störendes, dem Palast im Süden angegliedertes Nebengebäude abgerissen. Darüber hinaus musste auch der Kernbau um einen Meter verkürzt werden. Unter Władysław Marconi und Aleksander Jan Woyde wurde der Palast daher umgebaut. Die Verkürzung wurde durch eine schräg gestellte Fensterachse an der Südecke tuschiert, die Südseite erhielt eine neue Fassade, und es wurde dem bislang dreigeschossigen Objekt zusätzlich ein weiteres Stockwerk aufgesetzt. Dabei wurde der bereits vorhandene Giebelausbau des mit Pilastern versehenen Mittelrisalits verwendet, die ursprünglich vorhandenen, prächtigen zwei barocken Gauben zur Krakowskie Przedmieście jedoch durch eine Verlängerung des Giebelausbaues ersetzt.
Seit 1887 befanden sich die Redaktionsräume der Zeitung „Kurier Codzienny“ und des Wochentitels „Tygodnik Ilustrowany“ im Gebäude. Im Erdgeschoss betrieb Piotr Chaber eine Schneiderei, und im ersten Stock gab es das Wachsfigurenkabinett der Gebrüder Mach. In der Zwischenkriegszeit hatte das Antiquariat „Palast der Kunst“ hier seine Verkaufsräume.

### Krieg und Nachkriegszeit
1944 brannte der Palast nach einem Bombenangriff völlig aus, nur die Außenmauern blieben stehen. Von 1947 bis 1948 wurde er unter Leitung von Jan Bieńkowski wiederaufgebaut; er erhielt sein Aussehen vom 1882 erfolgten Umbau. Zunächst war hier die Staatsanwaltschaft der Wojewodschaft (polnisch Prokuratura Wojewódzka) untergebracht, dann die Generalstaatsanwaltschaft der Volksrepublik Polen (polnisch Generalna Prokuratoura PRL). Heute befinden sich hier  der Sitz der Generalstaatsanwaltschaft (polnisch Prokuratury Apelacyjnej) und das Institut der Juztizausübung (polnisch Instytutu Wymiaru Sprawiedliwości). Zur Zeit, als der medienpräsente Zbigniew Ziobro Justizminister in Polen war, wurden von ihm häufig Interviews vor dem Palast gegeben.